# Nieuw-Noord-Bevelandpolder
De Nieuw-Noord-Bevelandpolder was een polder en een waterschap in de gemeenten Colijnsplaat en Wissenkerke op Noord-Beveland, in de Nederlandse provincie Zeeland.
Op 17 september 1615 verleenden de Staten van Zeeland octrooi voor het bedijken van een deel van het verloren gegane eiland Noord-Beveland aan Filips Willem, Prins van Oranje en de Gemene Ambachtsheren van Noord-Beveland. In 1616 was de bedijking een feit.
In 1817 werd de polder calamiteus verklaard, een situatie die in 1872 weer werd opgeheven, desondanks ging in de 19e eeuw een groot deel van de polder verloren. Na het calamiteus verklaren van de Vlietepolder kwamen de zeedijken in 1871 onder het beheer van het waterschap de Waterkering Vlietepolder.
In 1935 werd de polder samengevoegd met de polder Oud-Noord-Bevelandpolder.